# Pantopipetta armoricana
Pantopipetta armoricana är en havsspindelart som beskrevs av Stock, J.H. 1978. Pantopipetta armoricana ingår i släktet Pantopipetta och familjen Austrodecidae. Inga underarter finns listade i Catalogue of Life.